# かおり (アニメーション監督)
かおりは、日本のアニメ監督、アニメーター。アニメーターとしては「小森かおり」または「小森香織」名義、演出を手掛けるようになってからは「かおり」名義で活動している。

## 来歴・人物
2013年にテレビアニメ『ゆゆ式』の監督を務め、テレビアニメ放映4年後の2017年に制作された続編のOVAも手がけた。2019年にはStudio五組制作の『えんどろ〜!』で自身初となるオリジナルアニメの監督を務めた。
『ゆゆ式』の原作者である三上小又は、かおりの描く絵コンテについて「絵がていねいで、イメージがつかみやすく描いてありますし、見るだけでこの子たちが楽しそうにしてるのが伝わってくるんですよ」と評価している。

## 主な参加作品
特筆なき場合、小森かおり名義。

### テレビアニメ
1999年
- ポケットモンスター（原画　96話）

2000年
- 機巧奇傳ヒヲウ戦記（2000年 - 2001年、原画　6話　17話　21話　25話（小森香織名義））

2001年
- 機動天使エンジェリックレイヤー（原画　ED　5話　11話　15話（小森香織名義））

2003年
- 鋼の錬金術師（2003年 - 2004年、原画　OP1 OP2　1話　3話　7話　15話（以上小森かおり名義）　25話　31話　37話　39話　43話　46話　49話　51話（以上小森香織名義））
- スクラップド・プリンセス（原画　16話（小森香織名義））

2004年
- KURAU Phantom Memory（原画　22話）
- 蒼穹のファフナー（原画　24話（小森香織名義））

2006年
- 桜蘭高校ホスト部（衣装デザイン　6話　8話　9話　14-16話　19話　21-26話　原画　7話　26話　第二原画　11話）

2007年
- 大江戸ロケット（原絵師　2話　8話）
- メイプルストーリー（原画　7話）

2008年
- カイバ（原画　7話）
- とある魔術の禁書目録（2008年 - 2009年、原画　ED2　9話　15話　24話）

2009年
- ソウルイーター（2009年 - 2010年、プロップデザイン　4話　5話　14話　16-18話　21-27話　31-47話　49-51話　原画　2話　9話　17話　27話　第二原画　49話）
- ヒゲぴよ（2009年 - 2010年、絵コンテ・演出　11話　17話　21話　22話　28話　32話　演出　38話　39話　原画　OP　11話　17話　21話　22話　25話　39話）
- 東京マグニチュード8.0（原画　11話）
- とある科学の超電磁砲（2009年 - 2010年、小物デザイン　原画　2話）

2010年
- 荒川アンダー ザ ブリッジ（原画　ED）
- とある魔術の禁書目録II（2010年 - 2011年、原画　14話（小森香織名義））

以下、かおり名義。
2011年
- 花咲くいろは（演出　5話）

2012年
- CODE:BREAKER（演出　2話　5話　10話、　原画　1話　6話　第二原画　7話）

2013年
- ゆゆ式（監督　プロップデザイン（まじろ、田畑壽之と共同）脚本　10話　絵コンテ　1話　10話　12話（小島正幸と共同）演出　12話　第二原画　12話　アイキャッチアニメーター　1話）
- ゴールデンタイム（2013年 - 2014年、絵コンテ・演出　ED1　ED2　原画　ED1）
- おしりかじり虫第2シリーズ（監督（小島正幸と共同））

2014年
- 凪のあすから（原画　26話）
- LOVE STAGE!!（絵コンテ・演出　ED　演出　2話）
- ばらかもん（8話絵コンテ）
- SHIROBAKO（6話絵コンテ、第4話演出、第6話絵コンテ、第4話原画）
- 繰繰れ!コックリさん（7話作画監督）

2015年
- ユリ熊嵐（4話作画監督・原画）
- ご注文はうさぎですか??（10羽絵コンテ・演出　12羽原画）
- プラスティック･メモリーズ（第4話原画）

2016年
- 灼熱の卓球娘（副監督　絵コンテ・演出　ED　6話　11話　絵コンテ　4話　ちび作監　ED）

2018年
-  少女☆歌劇 レヴュースタァライト （第12話原画）
- ミイラの飼い方（監督　絵コンテ・演出　ED　絵コンテ　1話　演出　12話　原画　ED　12話）
- ヤマノススメ サードシーズン（絵コンテ・演出　ED）

2019年
- えんどろ〜！（監督 絵コンテ・演出　ED　12話　絵コンテ　1話（川畑えるきんと共同）3話（牧野友映と共同）演出　OP　4話（古川博之、濱崎徹と共同）原画　12話）

2020年
- くまクマ熊ベアー（ED絵コンテ、ED演出）
- まえせつ!（絵コンテ）

2021年
- 五等分の花嫁∬（監督、 第1・4・5・6・12話絵コンテ、第1・12話演出、第12話原画）
- 見える子ちゃん（ED絵コンテ、ED演出、ED原画）

2022年
- ヤマノススメ Next Summit（第11話絵コンテ、第11話演出、第11話原画）

2023年
- 星屑テレパス（監督、シリーズ構成、第1話演出、第1・2話絵コンテ）

2025年
- Summer Pockets（第13話絵コンテ）

### 劇場アニメ
1998年
- TRIGUN（原画 20話（小森香織名義））

1999年
- 劇場版アキハバラ電脳組 2011年の夏休み（原画（小森香織名義））

2000年
- 映画デジモンアドベンチャー02 前編・デジモンハリケーン上陸!!/後編・超絶進化!!黄金のデジメンタル（原画）
- エスカフローネ（原画）

2001年
- サクラ大戦 活動写真（原画（小森香織名義））

### OVA
1999年
- 超神姫ダンガイザー3（原画　1話（小森香織名義））

2007年
- OVA To Heart2（原画 1巻　2巻（小森香織名義））

2009年
- OVA うたわれるもの（原画 1話（小森香織名義））

以下、かおり名義。
2011年
- 英雄伝説 空の軌跡 THE ANIMATION（2011年 - 2012年、絵コンテ・演出 1話（橘正紀と共同）演出 2話（橘正紀、佐藤雅子と共同））
- .hack//Quantum（演出 1話　3話（橘正紀と共同）原画　3話）

2012年
- 流れ星レンズ（絵コンテ・演出（金子伸吾と共同））

2017年
- ゆゆ式OVA（監督　脚本（高橋ナツコ、渡邊大輔、小倉充俊と共同）絵コンテ・演出・原画　アイキャッチアニメーター　エンディングスタッフ（向純平、塚本あかね、伊藤晋之と共同））
- ご注文はうさぎですか?? 〜Dear My Sister〜（副監督 絵コンテ・演出）